# Осорина, Мария Владимировна
Мари́я Влади́мировна Осо́рина (род. 6 декабря 1950) — российский психолог, кандидат психологических наук, доцент факультета психологии СПбГУ, вице-президент Санкт-Петербургского психологического общества.
В работах Осориной развиваются взгляды Жана Пиаже, рассматриваются традиции детских субкультур с точки зрения их функциональной роли в развитии психики ребёнка.

## Биография
Родилась в Ленинграде в семье учёных, с 1968 по 1973 г.г. училась на факультете психологии Ленинградского государственного университета (ныне — СПбГУ), окончила с отличием, поступила в аспирантуру на кафедру общей психологии. В 1976 г. защитила кандидатскую диссертацию по теме «Экспериментальное исследование образных структур на разных уровнях мыслительной деятельности» (науч. рук. проф. Л. М. Веккер). С 1976 года работает на кафедре общей психологии университета. Автор более 70 научных публикаций.
Руководитель и научный консультант программы дополнительного профессионального образования «Детская практическая психология» в Институте практической психологии «Иматон».
Член редакционного совета журнала «Консультативная психология и психотерапия».
Достижения:
- в 1983 г. в Германии получила лицензию тренера СПТ;
- в 2000 г. получила премию «Золотая Психея» Санкт-Петербургского психологического общества за книгу «Секретный мир детей в пространстве мира взрослых»;
- в 2001 г. награждена почетным знаком факультета психологии СПбГУ;
- в 2004 г. награждена знаком «Почетный работник высшего профессионального образования»;
- в 2010 г. с серией печатных изданий «Развитие личности ребенка» победила в конкурсе «Золотая Психея» в номинации «Проект года в психологическом образовании».

## Вклад в науку и образование
Научные интересы М. В. Осориной находятся на пересечении общей психологии и психологии развития. Это процессы понимания, роль образов в мышлении, развитие когнитивных и метакогнитивных навыков, когнитивные привычки, психологические функции повседневного фантазирования у детей и взрослых, психология детской субкультуры, психология детского изобразительного творчества, онтогенез детского изобразительного языка.
М. В. Осорина первой среди российских психологов занялась психологическими исследованиями детской субкультуры и сделала её предметом научного исследования, в частности, ввела в научный обиход термин «страшилка». Записывая и анализируя детский фольклор, Осорина рассматривает его как социально-психологический опыт разрешения типичных конфликтных коммуникативных ситуаций, необходимый в процессе взросления. Также она первой исследовала территориальное поведение детей («секретики», «штабы», посещение «тайных мест» и пр.).
Осорина разработала и читает университетский курс «Психология детской субкультуры», по той же теме написала книгу «Секретный мир детей в пространстве мира взрослых», которая переиздавалась пять раз. Кроме того, читает курсы: «Психические процессы», «Развитие интеллектуальных навыков», «Развитие когнитивных и метакогнитивных навыков», «Психологический анализ ситуаций», «Психология детского изобразительного творчества».
Является активным популяризатором науки, в советское время была лектором общества «Знание», в 1990−2000 г.г. в качестве ведущего участвовала в научно-популярных программах на Петербургском телевидении и Радио России.